# 浪曲漫才
浪曲漫才（ろうきょくまんざい）とは、楽器を用い浪曲などを取り入れながら演ずる漫才である。
別名「浪曲ショウ」。

## 概要・歴史
昭和30年代に浪曲師出身の大阪のタイヘイトリオの人気で一躍ブームが起こる。宮川左近ショー、フラワーショウ、ジョウサンズ、ロマンスレイコショウ、東洋朝日丸・日出丸が相次いで登場する。同時期に東京で戦前からあったボーイズ (演芸)と類似の存在となる。東名阪で修行をした浪曲師出身(例:宮川左近ショー←宮川左近・他)のボーイズグループも表記以外にたくさん結成と解散を繰り返していた。
2016年現在は、玉川カルテット、大空なんだ・かんだなどが残っている。

## 代表的なグループ
千土地興行
- タイヘイトリオ

松竹系
- 宮川左近ショー
- フラワーショウ
- ジョウサンズ
- キクタショウ

吉本系
- ロマンスレイコショウ - 中山礼子は初代京山幸枝門下。
- 東洋朝日丸・日出丸 - 梅中軒鶯童門下。
- 芙蓉軒麗花ショウ
- 芙蓉愛花・松島洋子 - 芙蓉軒麗花門下。
- 香住純子とグリーンスターズ - 芙蓉軒麗花門下。
- 中山恵津子ショウ

東京
- 玉川カルテット - 3代目玉川勝太郎門下[1]。
- さがみ三太・良太 - 初代相模太郎門下。

浪曲漫才に近いグループ
- 朝倉小松崎
- かしまし娘
- 暁伸・ミスハワイ
- ザ・ドリーム
- 島若夫歌謡ショウ - 島若夫は元浪曲師でショウ解散後は2代目京山幸城を名乗った。
- 夢乃タンゴ・園ひとみ
- ちゃっきり娘
- 西川ヒノデ・サクラ
- スカタンボーイズ - メンバーの駒タローが後の3代目広沢駒蔵。
- ソフトショウ - メンバーの田中絹代の父は浪曲師だがこちらのベースは大和音頭。
- のらくろショウ
- モダントリオ - のらくろショウの後身。
- 太刀原幸門ショウ - 初代日吉川秋斎門下で後に浪曲に専念。
- 冨士月の栄ショウ - 冨士月子門下。
- ファミリートリオ - 勝浦きよしの家族で構成されたトリオ、浪曲よりも長唄を取り入れた。
- 松鶴家光晴・浮世亭夢若
- 若葉トリオ - 河内音頭がベース。